# BLACK SHIP
BLACK SHIP株式会社（ブラック・シップ、英: BLACK SHIP Inc.）は、日本の声優事務所。日本声優事業社協議会会員。
BLACK SHIPという社名は黒船からきている。
『固定観念に縛られない多角的な思考を持ち、新旧の融合で引き起こされるイノベーションを自らの手で打ち立てる』『時代の先駆者の一端を担った新しい風を纏い、クライアントを含め、様々な方々との架け橋になれる企業を目指そう』という思いが込められている。

## 歴史
2018年4月1日、アクセルワンを前日付で退社した立花慎之介と福山潤が設立した。
2019年7月16日、東京都渋谷区代々木1-15-4駒谷ビル1階に移転。

## 企業理念
- 一、人を大切にする。
- 一、それぞれの未来に希望が持てる。
- 一、時代に合った黒船であり続ける[7]。

## 所属声優

### 男性
- 立花慎之介（代表取締役）
- 福山潤（代表取締役）

### 女性
- 岡純子
- 菊地美香

### ジュニア所属声優（男性）
- 井上宝[8]
- 上住谷崇
- 佐藤正幸
- 佐藤倫
- 真野恭輔[9]
- 光富崇雄[10]
- 渡邉秀哉

### ジュニア所属声優（女性）
- いなせあおい[11]
- 書上春菜[12]
- 希水しお
- 清河美音
- 新宮未月
- 鷹村彩花
- 成島青葉
- 花咲心優
- 仁見紗綾
- 藤村花音
- 濱口綾乃[13]
- 南波遥海
- 水森ちこ[14]
- 米田えん

### 預かり所属声優（男性）
- 伊能幸輝
- 岩本武[15]
- 高橋恭史

### 預かり所属声優（女性）
- 一玖真優
- 岩木琴子
- 花屋舞弦
- 亀卦川朝陽
- 桐生芽
- 柴尾瑞希
- 瀬古梨愛
- ななみ
- 福原早紀
- 本間瑠華
- 美甘いずみ

## かつて所属していた主な声優
- 近藤孝行（現所属：青二プロダクション）